# Агудело, Кевин
Кевин Андрес Агудело Ардила (исп. Kevin Andrés Agudelo Ardila; род. 14 ноября 1998, Пуэрто-Кайседо, Путумайо) — колумбийский футболист, полузащитник клуба «Ан-Наср».

## Клубная карьера
Агудело — воспитанник клуба «Богота». В 2017 году в мате против «Льянерос» он дебютировал в колумбийской Примере B. В 2018 году Агудело перешёл в «Атлетико Уила». 6 мая в матче против «Бояка Чико» он дебютировал в Кубке Мустанга. 7 апреля 2019 года в поединке против «Америка Кали» Кевин забил свой первый гол за «Атлетико Уила». 
Летом 2019 года Агудело перешёл в итальянский «Дженоа». Сумма трансфера составила 2,5 млн. евро. 26 октября в матче против «Брешиа» он дебютировал в итальянской Серии A. В этом же поединке Кевин забил свой первый гол за «Дженоа». 
В начале 2020 года Агудело на правах аренды перешёл в «Фиорентину». 2 февраля в матче против «Ювентуса» он дебютировал за новую команду. Летом того же года Агудело на правах аренды перешёл в «Специю». 27 сентября в матче против «Сассуоло» он дебютировал за новую команду. 25 октября в поединке против «Пармы» Кевин забил свой первый гол за «Специю». Летом 2022 после окончания срока аренды клуб выкупил трансфер игрока за 2,7 млн. евро. 